# Закон України «Про захист персональних даних»
Закон України «Про захист персональних даних» — закон України, прийнятий 1 червня 2010 року. Набрав чинності з 1 січня 2011. Закон зазнав значної критики і оцінюється як недосконалий, зокрема через відсутність диференціації персональних даних на вразливі й звичайні.
Законом України «Про внесення змін до деяких законодавчих актів України щодо удосконалення системи захисту персональних даних», який набув чинності 1 січня 2014 року, з метою забезпечення незалежності уповноваженого органу з питань захисту персональних даних, як того вимагає Конвенція Ради Європи про захист осіб у зв'язку з автоматизованою обробкою персональних даних, повноваження щодо контролю за додержанням законодавства про захист персональних даних покладено на Уповноваженого Верховної Ради України з прав людини.
З метою забезпечення виконання Уповноваженим функцій контролю за виконанням законодавства в сфері захисту персональних даних в Секретаріаті Уповноваженого Верхової Ради України з прав людини створено Департамент з питань захисту персональних даних.